# Ernährungswissenschaft
Die Ernährungswissenschaft (seltener, veraltet Trophologie, von altgriechisch τροφή trophé „Ernährung“ und -logie) ist eine Naturwissenschaft, die sich mit den Grundlagen, der Zusammensetzung und der Wirkung der Ernährung befasst. Sie ist zwischen den Fächern Medizin und Biochemie angesiedelt.

## Geschichte
Bevor sich die Ernährungswissenschaft als eigenständige Lehr- und Studienrichtung herausbildete, arbeiteten hauptsächlich Chemiker auf diesem Gebiet. Es wurde die chemische Zusammensetzung der Nahrung untersucht, sowie der Bedarf an Nahrungsbestandteilen und ihre Verwertung im Stoffwechsel von Menschen, Tieren und Pflanzen. Als Hauptbestandteile der menschlichen Ernährung galten seit dem 19. Jahrhundert Protein, Fett, Kohlenhydrate, sowie einige Mineralstoffe, die zum Beispiel von Justus von Liebig oder Sydney Ringer als notwendig für Aufbau und Funktion von Organen erkannt wurden. Die Qualität der Ernährung wurde bis zur Entdeckung der Vitamine und Vitalstoffe ausschließlich an der Zufuhr von Nahrungsenergie gemessen.
Die frühen Jahre des 20. Jahrhunderts bezeichnet der Wissenschaftler und Historiker Kenneth John Carpenter als „die Vitamin-Ära“. Das erste Vitamin wurde im Jahr 1926 isoliert und chemisch definiert (Thiamin). 1932 folgte die Isolierung von Vitamin C und seine gesundheitliche Rolle, die Unterstützung gegen Skorbut, wurde erstmals wissenschaftlich dokumentiert.
An der Universität London wurden auf Betreiben des britischen Physiologen John Yudkin in den 1950er Jahren die Abschlüsse Bachelor of Science und Master of Science in Ernährungswissenschaft geschaffen.
In Deutschland wurde mit einem Erlass des Hessischen Ministers für Erziehung und Volksbildung am 23. Februar 1951 an der Hochschule Gießen das erste eigenständige „Institut für Ernährungswissenschaft“ mit angeschlossener hauswirtschaftlicher Abteilung eingerichtet. Dem folgten jedoch Querelen mit gerichtlichem Nachspiel. Auf Vorschlag der Akademie für medizinische Forschung und Fortbildung wurde Karl Heinz Wagner als zunächst kommissarischer Leiter eingesetzt. Er sei ganz besonders – wenn nicht gar einzigartig – für die Aufgaben geeignet. Wagner war unter Arthur Scheunert am Aufbau der Reichsanstalt für Vitaminforschung und Vitaminprüfung beteiligt gewesen und war 1945 zusammen mit dem Team um Scheunert von amerikanischen Truppen aus Leipzig nach Weilburg/Lahn zwangsevakuiert worden. Er hatte seit 1946 einen Lehrauftrag an der Universität Frankfurt und ab 1950 einen Lehrauftrag an der Medizinischen Akademie der Hochschule Gießen. Gegen seine Ernennung als apl. Professor und Beamter auf Lebenszeit legten jedoch die Akademie und die Hochschulleitung Protest beim Ministerium ein, weil sie für die Ernährungswissenschaft keinen eigenständigen Lehrstuhl, sondern eine interfakultative „Diätendozentur“ für das Fach vorzogen. Außerdem gäbe es nun auch Einwände wegen menschlichen Fehlverhaltens und darüber, dass seine bisherigen Arbeiten nicht sehr breit gefächert gewesen seien. Als Wagners Ernennung per Kabinettsbeschluss zurückgezogen wurde, klagte der vor dem Verwaltungsgerichtshof Wiesbaden, wo die Klage am 23. April 1956 abgewiesen wurde. Zwei Tage später trafen sich Helene von Bila und Hans-Diedrich Cremer, um über dessen Berufung bzw. Übernahme des Lehrstuhls zu verhandeln. Cremer übernahm die Leitung des Instituts am 1. November 1956. Wagners Berufung gegen das Wiesbadener Urteil wurde durch den Verwaltungsgerichtshof Kassel stattgegeben und am 19. Februar 1960 entschieden, dass seine frühere Berufung auf den Lehrstuhl aufgrund der gegebenen Besonderheiten nicht widerrufen werden könne und er -notfalls in einem zweiten Institut für Ernährungswissenschaft- seine Forschungen fortzuführen habe. Die auf der neu ausgestellten Ernennungsurkunde zunächst angegebene Bezeichnung „Institut für menschliche Ernährungslehre“ lehnte Wagner ab, weil sie eine Einschränkung bedeute und bestand auf der Bezeichnung „Institut für Ernährungswissenschaft“ wie im Urteil angeführt. So gab es in der Folge ein entsprechendes Institut I (Cremer) und II (Wagner). Der zunächst an der Akademie für Medizinische Forschung und Fortbildung angesiedelte Lehrstuhl, ging bei der Wiedereröffnung der Justus-Liebig-Universität in die Humanmedizinische Fakultät über. Wagners Institut wurde nach Emeritierung seines Leiters (31. März 1979) aufgelöst. Im Laufe der Zeit folgten sieben weitere Universitäten mit ähnlichen Einrichtungen.

## Abgrenzung
Im Unterschied zur kombinierten Haushalts- und Ernährungswissenschaft (Ökotrophologie) untersucht die Ernährungswissenschaft mit rein naturwissenschaftlichen Methoden die Vorgänge bei der Ernährung, der Verdauung und beim Stoffwechsel, insbesondere des Menschen, aber auch der Pflanzen und Tiere.

## Studium und Forschung
Ernährungswissenschaft wird an Hochschulen weltweit als Studienfach angeboten. Zu Beginn des Studiums stehen vor allem die Grundlagenfächer Biologie, Chemie, Mathematik und Physik auf dem Studienplan. Später geht es um die Bereiche anorganische Chemie, funktionelle Biologie, Biochemie und Genetik. An den meisten Hochschulen kann man sich im Laufe des Studiums auf bestimmte Teilbereiche spezialisieren. Dabei geht es um Fächer wie Spezielle Lebensmittelchemie, Ernährungsphysiologie, Lebensmittelrecht und Ernährungsmedizin. Studierende, die sich eher für den wirtschaftlichen Aspekt interessieren, spezialisieren sich meist auf den Bereich Produktionstechnik. An den meisten Hochschulen stehen zudem Laborübungen auf dem Studienplan. Besonders bei Fächern wie Mikrobiologie oder Experimentalphysik ist es wichtig, dass die Studierenden ihr erlerntes Wissen auch praktisch anwenden können.
Ein Studium der Ernährungswissenschaften ist in Deutschland an folgenden Universitäten und Fachhochschulen mit unterschiedlichen Schwerpunkten und Fachrichtungen möglich:
- Technische Universität Berlin
- Universität Bonn
- Hochschule Fulda
- Universität Gießen
- Universität Halle-Wittenberg
- Universität Hohenheim
- Universität Jena
- Universität Kiel
- Universität zu Lübeck
- Leibniz Universität Hannover
- TU München
- Universität Potsdam, angeschlossen: Deutsches Institut für Ernährungsforschung
- Hochschule Albstadt-Sigmaringen
- Hochschule Anhalt
- Hochschule für Angewandte Wissenschaften Hamburg
- Fachhochschule Münster
- Hochschule Niederrhein
- Hochschule Rhein-Waal
- Hochschule Weihenstephan-Triesdorf

Im Wintersemester 2012/2013 waren laut Statistischem Bundesamt in Deutschland 9505 Studierende in Bachelor- und Masterstudiengänge des Bereichs Ernährungs- und Haushaltswissenschaften eingeschrieben. Im Vergleich zum Vorjahr lässt sich ein leichter Zuwachs von 2,5 Prozent erkennen. 28,4 Prozent dieser Studenten befanden sich im ersten Fachsemester. Beachtlich ist der hohe weibliche Anteil unter der Studentenschaft. Nur 16,2 Prozent der Studenten sind männlich. Der Anteil der ausländischen Studierenden liegt mit 592 Studenten bei 6,2 Prozent.
Ein Studium der Ernährungswissenschaften ist in Österreich an der Universität Wien möglich.

## Berufsfeld
Studienabsolventen können Prozesse in der Ernährungs- und Versorgungswirtschaft planen und lenken, in Ernährungsfragen beraten, Verbraucherinformationen vermitteln, Lebensmittel, Geräte und Herstellverfahren entwickeln und beurteilen und im Marketing einschlägiger Produkte und Dienstleistungen tätig werden. Zahlreiche Ernährungswissenschaftler sind außerdem in Krankenhäusern oder in der pharmazeutischen Industrie tätig.

## Bekannte Ernährungswissenschaftler

### Deutschland
- Hans Adalbert Schweigart (1900–1972)
- Hans-Diedrich Cremer (1910–1995)
- Gertrud Rehner (1926–2019)
- Heinrich Kasper (* 1932)
- Claus Leitzmann (* 1933)
- Bernhardine Joosten (* 1935)
- Volker Pudel (1944–2009)
- Hans Konrad Biesalski (* 1949)
- Hannelore Daniel (* 1954)
- Wolfgang Feil (* 1959)
- Stephan Lück (* 1967)

### Großbritannien
- John Yudkin